# 2018年澳門道路交通法修法爭議
2018年澳門道路交通法修法爭議，是指2018年澳門交通事務局提出修訂《道路交通法》後引起的廣泛爭議。2018年6月初，交通事務局以部分法律條文已難以配合現時的實際環境或交通狀況為由，宣佈在同年6月28日至8月26日展開為期60日的公開諮詢。由於當局的部分建議被指只著重大幅度調高罰款金額，以及沒有妥善理會民間疾苦，故引起社會民眾不滿。
同年6月11日，在傳媒大肆報道、批評，以及在不同社團的反對和有團體發動遊行示威下，交通事務局發出新聞稿表示要擱置諮詢。然而遊行主辦方表示有不少市民對澳門的交通問題仍深感焦慮，仍希望透過遊行表達訴求，故決定將主題調整為「抗議過度執罰，反對駕照互認，增加公共車位，完善交通設施」。6月16日，有約8,000名人士示威，遊行人士批評政府當局施政不分輕重緩急，又不滿道路工程過多、交通配套嚴重滯後導致市民被迫自駕出行，以及車位嚴重不足且當局在沒有提供足夠車位的情況下還建議大幅調升違泊罰款，是缺乏智慧的表現。
另外，當局將社會認同及已有共識的需要修法的涉及醉駕、毒駕、扣分制等相關條文也一同擱置諮詢，把有爭議和有共識的部份一併「攬炒」（玉石俱焚），被質疑是當局跟市民「鬧彆扭」。

## 背景

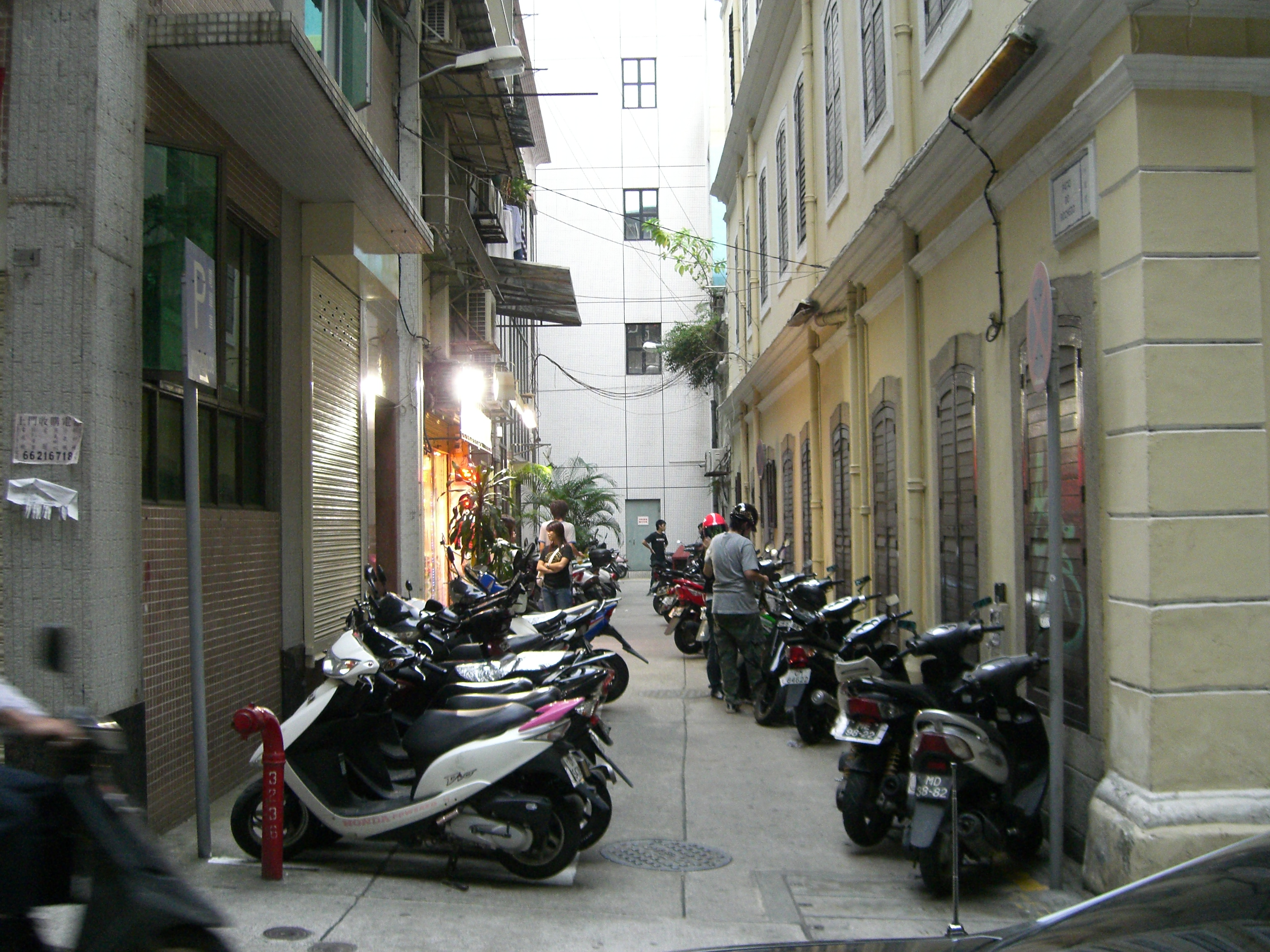
澳門的電單車位一直供不應求，在一條小巷上，不論是合法車位（左）或禁止停擺的地方（右）都泊滿了電單車

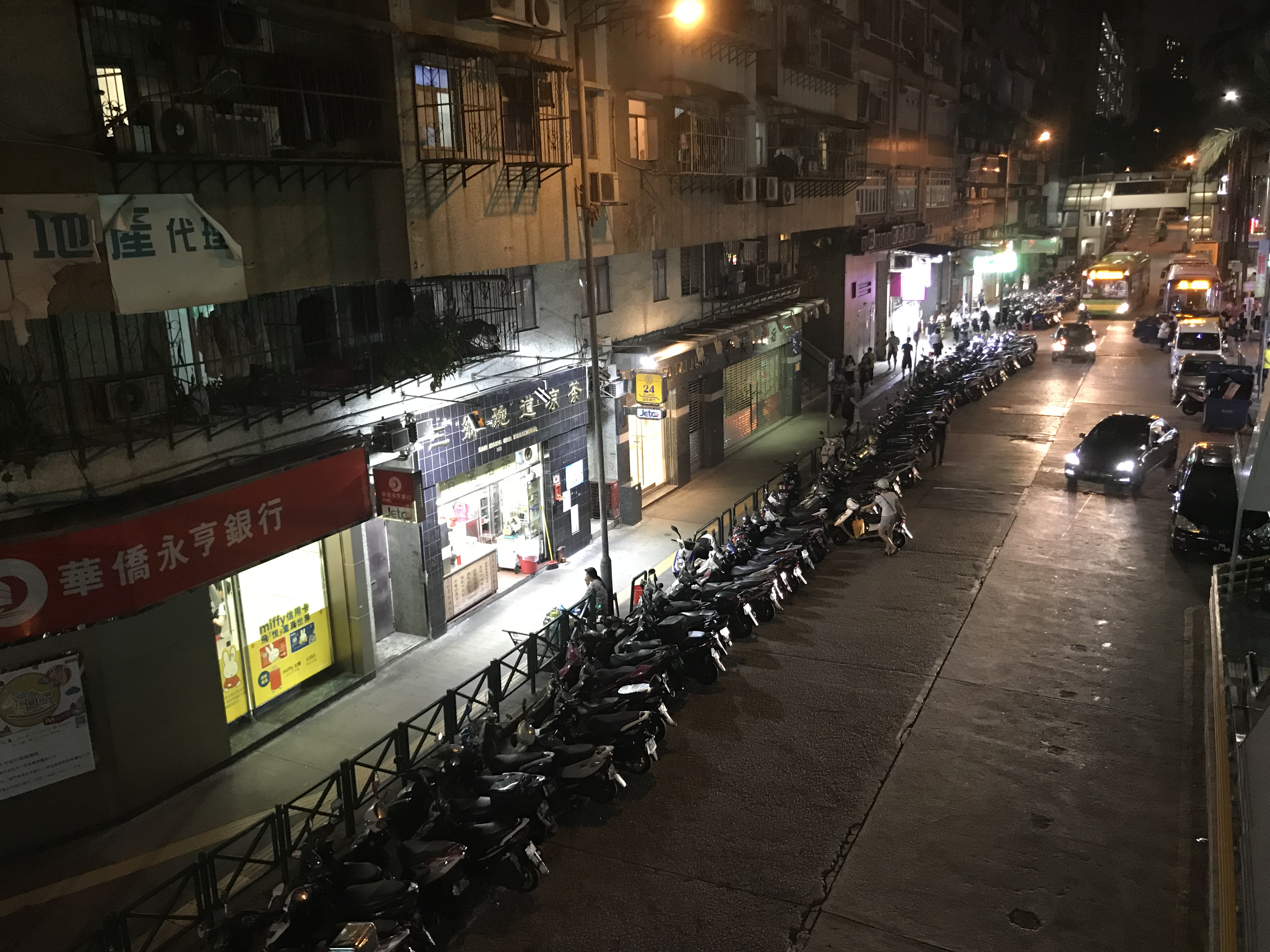
澳門北區人口密度高，合法車位嚴重不足，是重災地區之一

澳門土地面積截至2018年有30多平方公里，人口60多萬，其密度是全球之冠。根據2015年統計暨普查局的資料顯示，當地登記汽車數量為約12萬，電單車數量約13萬，即每4名澳門居民（不包括外來勞動人口）中就有一人擁有一部汽車，每3.6名澳門居民中就有一人有一部電單車。由於澳門的公交及其配套並非處於理想狀況，加上樓價高企，市民比起房屋更願意購買汽車，故汽車數量進一步增加，改變了澳門這一原本適易以步行或乘坐公共交通方式出行的城市。
澳門的交通問題一直處於當地民生問題首位，當地交通設施異常落後，難以應付60多萬人口以及每年約三千萬人流的旅客，加上政府規劃及前瞻性不足，導致眾多民生問題未能解決，令問題日益惡化。2009年，澳門政府開始進行輕軌工程，然而由於超支、延期、官司、路線等爭議，至2018年仍然未能落成。在人口激增但沒有軌道交通系統的情況下，當地道路不勝負荷，塞車問題嚴重。加上政府沒有妥善控制人口增長，又對外勞不加限制，令交通情況雪上加霜。
停車位不足是當地交通問題之一，截至2018年6月，澳門的停車場及路邊合法汽車車位約有12.6萬個，而全澳汽車總數約為11萬部，雖然在數字上是供過於求，但實際上存在區域分佈不均的問題；而當地的電單車停車位有6至7萬車位，而全澳有約12萬部電單車，導致車位嚴重不足，有近半數電單車隨時處於非法泊車的情況下。

## 修法建議
2018年6月初，交通事務局宣布修訂《道路交通法》，並宣佈在同年6月28日至8月26日展開為期60日的公開諮詢，建議部分行政違法行為建議罰款調升逾1倍、一般違法泊車及行人道停車罰款由300元調升至600元、黃實線停泊車罰款由600元調升至900元、巴士離站時沒有讓停車或減速由600元調升至1,200元以及建議違法停泊巴士站罰款調升3倍，由300元調升至1200元等，又建議加重醉駕、毒駕、超速等罰則，以及引入扣分制。
消息傳出後，市民對建議加重醉駕、毒駕、超速等罰則表示支持，但大幅調升違法停車罰款的建議則引起社會各界不滿。對於2017年當地共有86萬多宗大部分涉及違泊情況的檢控，交通事務局局長林衍新希望社會大眾討論現時的罰款是否具足夠阻嚇力，在被問及修訂過重的罰金「有否考慮市民無法接受」時，他回答「在駕駛者違法時，對於其他道路使用者，又是否公平？」該言論被批評是帶有挑釁性，傳新澳門協會理事長林宇滔說這反映出有官員「思維極其簡單及低層次」。

## 各界評論
當地媒體《正報》評論，林衍新的回應「似乎迴避了澳門停車位長期不足又不敢推出限制車輛增長措施加劇車輛，尤其電單車違泊的老大問題。」澳門工會聯合總會副理事長、北區社諮委副召集人李從正批評當局加幅的計算「完全沒有科學依據及脫離居民的承受能力，根本是官員意志」。他批評政府不可能因為自己未能處理好交通問題而以極端手法令市民放棄駕駛車輛。對於林衍新在修法的第二次記者會上指修法處於極初步階段，又指願意聆聽社會各界意見，李從正指出，社會已充分發表了各自的意見，不論市民、業界，均對粗暴式卻沒有科學依據的大幅增加罰款的交通政策表示非常反感，又指「不合理、完全沒有科學依據支持的調高罰款建議」不應出現在正式諮詢文本當中。
傳新澳門協會理事長林宇滔在接受傳媒訪問時批評當局沒有理會民間疾苦和不食民間煙火，他認為最重要的是思考如何做好配套設施，盡可能增加車位（澳門有約12萬部電單車，但只有6至7萬個車位，即是每天任何時段有五六萬部電單車在違例泊車），以及加強管理並確保咪錶位流動性。他表示並非不同意修法，但質疑在當地車位嚴重不足情況下一味加重罰金是本末倒置，擔心大幅提升違泊罰款會引發社會反響，激發民怨。
立法議員高天賜、梁孫旭和蘇嘉豪在受訪時均反對調升違泊罰款，他們認為市民違泊停車是因為合法車位嚴重不足，而且分佈不均，市民是在逼不得已的情況下才違泊。建議當局建設好基建，而非對市民「趕盡殺絕」，否則只會徒添怨氣，帶來反效果。高天賜批評政府在沒有體恤民苦下還大幅調升罰款的做法「荒謬」，他又批評政府的意圖是令市民放棄駕駛私家車和電單車，增加市民步行上班的比率，但在目前輕軌完工無期，的士服務差等情況下這樣做是「趕盡殺絕」。梁孫旭則表示一下子大幅增加違泊罰款，必然會引起社會不滿，甚至為地產商制造契機，進一步推高車位的售價和租金。蘇嘉豪則指出，澳門現時的情況比2007年更為惡劣，2018年，合法電單車位只有約5.1萬個，但全澳有12.3萬部電單車，車位和車輛的比例落差更大。他又指出，政府近年以整頓美化為由不斷縮減合法電單車位，令市民苦不堪言。又指出雖然私家車位表面上是供過於求，但實際上存在區域分佈不均的問題。
2018年6月10日，直播時事論壇節目《澳門論壇》就罰款調升及修訂《道路交通法》等問題作出探討，節目中的嘉賓和市民大眾一致批評政府政策不顧民生實況，他們對於建議中調升毒駕、醉駕、藥駕等違則均表示支持，但對於大幅調高違泊罰則一面倒表示反對，批評當局不斷將原本合法的車位變成違法泊車地區，公共巴士服務差，又指政府無視的士違規亂象，卻選擇性懲罰小市民。又指「澳門官員最擅長將原本合法的事情變成不合法，然後處罰市民，卻沒有方法解決澳門交通的問題」，又形容當局的手法非常粗鄙。民眾建澳聯盟理事長李良汪認為，罰款的調升欠缺科學理據基礎的支持，認為當局的建議「並非拋磚引玉，而是拋磚引『怒』」。又指市民並非要將違泊合法化，而是要政府完善優化居民的出行系統。交通諮詢委員會委員劉偉強不認同加大罰則便可起到阻嚇作用，認為政府應表現友善，設法創設更多泊車位，而非令市民被迫違法。社會綜合研究學會會長葛萬金認同對醉駕、毒駕和超速駕駛等提高刑事處罰力度的建議，但指出調升違泊罰款要視乎民情和實際道路狀況。

### 利益衝突質疑
在2015和2016年期間，就任交通事務局局長的林衍新批准全澳門公共停車場的收費大幅加價。2018年5月31日，《澳門論壇日報》報道，由馬萬祺家族擁有的全澳門最大的公共泊車管理業務經營商奧佰控股擬到香港交易所上市，該集團在其申請書上聲稱，公司近年收益大幅增長的原因主要是得益於政府於2015和2016年批准公共停車場收費大幅加價。2015至2017年，該集團的毛利率從40%升至56%，2017年年底總收入達1.32億澳門幣；其中在泊車管理佔總收益由59.2%（5,430萬澳門幣）升至72.7%（9,617萬澳門元）。網絡媒體《愛瞞日報》說：「換句話說，交通事務局局長林衍新下令加價的措施，令相關公共停車場管理公司『賺大錢』。」
對於當局有意修法大幅調升違泊罰款引起民憤，外界質疑合共擁有8個車位的林衍新與其妻子謝慶茜存在利益衝突。有傳媒問及林衍新是否需要澄清時，在林衍新身旁的上司運輸工務司司長羅立文爭著回答說︰「我澄清！我答！」他說政府只是想更新《道路交通法》，又說「大家要分清楚私事和公事。」對此有媒體批評羅立文本末倒置：「誰不知公眾正是懷疑林局長不能公私分明，質疑其主張大幅增加違泊罰款有可能推車位價格與租值的真正動機，是否公私分明。林局今後在管理交通事務上已無法服眾，難得人心，明智的，是下堂求去；羅立文若是公私分明，交通事務局局長必須換人。」

## 擱置諮詢
交通事務局於6月11日發新聞稿表示擱置《道路交通法》。社會綜合研究學會會長葛萬金認為當區擱置諮詢是順應民意的做法，但指出事件反映了政府在處理重大民生事項上欠缺深思熟慮。他認為應該先解決輕軌建設遙遙無期，塞車的情況等當前的問題，又指出市民在毒駕和醉駕加重罰則方面的認同度較高。
新澳門學社副理事長、直選議員蘇嘉豪評論，政府應擱置的是《道路交通法》公開諮詢中「大幅調升違泊罰金」這一最大爭議，並應諮詢加重醉駕、毒駕、超速等罰則，以及引入扣分制等已得到不少共識的部份，他認為當局不應該把有爭議和有共識的部份一併擱置，認為這是「攬炒（玉石俱焚）」的做法。他又表示當局在六月底展開諮詢，但在六月初召開新聞發佈會預告諮詢文本的內容這一做法不尋常，認為當局是為了「測試水溫」。

## 遊行抗議

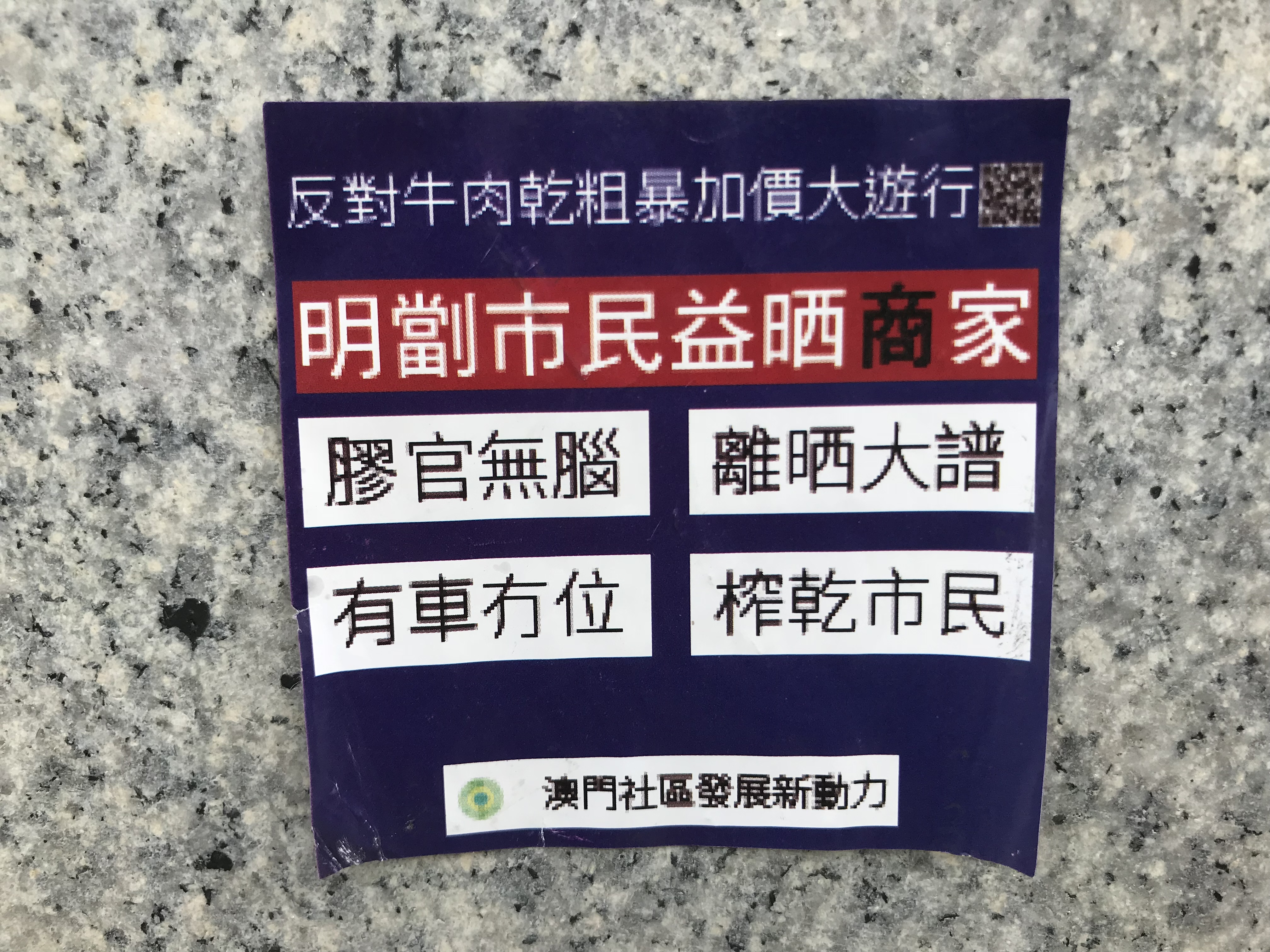
遊行主辦方向遊行示威者提供的貼紙

當局提出修訂《道路交通法》後，當地團體澳門社區發展新動力宣佈計劃6月16日發起遊行，反對局方建議調升違例泊車罰款，又強調遊行目的並非要支持違例泊車，而是在輕軌落成無期、交通政策目標混亂、泊車位數量嚴重不足以及當局管理不力的情況下貿然粗暴提高罰款金額，又質疑當局是意圖通過處罰駕駛者以掩蓋和轉嫁施政失誤責任。議員吳國昌表示，政府在清楚知道泊車位不足和分布不合理的情況下，仍然建議調升違例泊車罰款，是故意激起民憤，同時間接時讓車位價格和租金上漲，讓市民認為政府偏幫有泊位的商家。
6月11日，當局宣佈撤回擱置交通法諮詢，然而社區發展新動力指有不少市民對澳門的交通問題仍深感焦慮，仍希望透過遊行表達訴求，故決定繼續舉辦遊行，並將主題調整為「抗議過度執罰，反對駕照互認，增加公共車位，完善交通設施」。
6月16日，遊行隊伍約於下午四時由華士古達嘉馬花園出發，五時到達澳門政府總部遞信請願。主辦方估計遊行人數達3,500人以上，而警方則表示有2,500人，有資深記者認為至少有5,000人參與，亦有聲音指出主辦方和警方都低估了遊行人數，估計實際上有約8,000名人士示威。有遊行人士批評政府施政不分輕重緩急，本末倒置，在道路工程過多、輕軌進度嚴重滯後、市民被迫自駕出行、車位嚴重不足且當局沒有提供足夠車位的情況下，還想大幅調升違泊罰款是「無腦的表現」。

## 外部連結
- 「616大遊行」影片（页面存档备份，存于）